# Bagad Roñsed-Mor
Le Bagad Roñsed-Mor est basé à Locoal-Mendon (Morbihan). Il a été créé en 1969 par Alan Le Buhé et fait partie des bagadoù les plus titrés en Bretagne (4 titres remportés en 1990, 1993, 1999 et 2003). Son nom signifie hippocampes (pl. de roñs-mor, chevaux de mer). Cet animal, que l'on trouve dans la rivière d'Étel, est le symbole du bagad.
Le bagad organise en mai un "trophée Roñsed-Mor" où les concours, concerts, spectacles, fest-noz et jeux divertissent d'agréables journées de festivités.
Il a publié de nombreux albums seul et a participé à des albums de Gilles Servat, Pascal Lamour, Denez Prigent, Pat O'May, Carlos Nuñez et Dan Ar Braz. Il a joué avec Alan Stivell, José Ángel Hevia, Michael Jones...

## Historique

### Création
Le bagad Roñsed-Mor est créé en 1969 à Locoal-Mendon par Alain Le Buhé. Ancien sonneur du bagad de Lann-Bihoué, et fondateur cinq ans plus tôt d'un autre bagad à Carnac, il répond ainsi à des demandes d'habitants de cette ville dont est originaire sa femme. Il favorise alors l'utilisation du binioù kozh dont la taille réduite est plus adaptée à l'enseignement pour les enfants, alors que les autres bagadoù de l'époque favorise l'usage du Biniou braz de plus grande dimension et importé d'Écosse. Il refuse par ailleurs la présidence du groupe de façon que les familles s'impliquent dans le projet.
Il participe au championnat national des bagadoù et accède à la première catégorie en 1981.
En mai 1987, il organise son premier "Trophée Roñsed-Mor", concours se déroulant sur trois jours, à Locoal-Mendon.

### Années de champion
Il obtient quatre fois le titre de "champion de Bretagne", en 1990, 1993, 1999 et 2003. André Le Meut était le penn-soner du bagad pour les titres de 1993 à 2003. Après son départ en 2005, son neveu, Yvonnick Le Meut, prend la place de "chef d'orchestre" en 2006. Il est remplacé dans cette mission par Gwenaël Dage en 2009, chef du pupitre cornemuses durant plusieurs années. Début 2014, ses obligations professionnelles l'éloignant "du terrain", il est remplacé par Samuel Guegan. Depuis la rentrée 2018 c’est Julian Kergozien qui a repris la direction du bagad.
En 1990, à l'occasion de ses 20 ans, il enregistre son premier CD, en compagnie de la chanteuse Nolùen Le Buhé. Les compositions sont signées par André Le Meut. En 1993, il sort son deuxième album et le chanteur Gilles Servat, qui habite Locoal-Mendon, rejoint le bagad pour une série de concerts. Gilles Servat invite également la formation à participer à l'enregistrement de son disque Sur les quais de Dublin et dans ses tournées. De plus, son épouse est membre du bagad. Lors du festival interceltique de Lorient en 2001, il accompagne Denez Prigent pour un concert enregistré et sorti sous le nom Live Holl a-gevret !

### Histoire récente

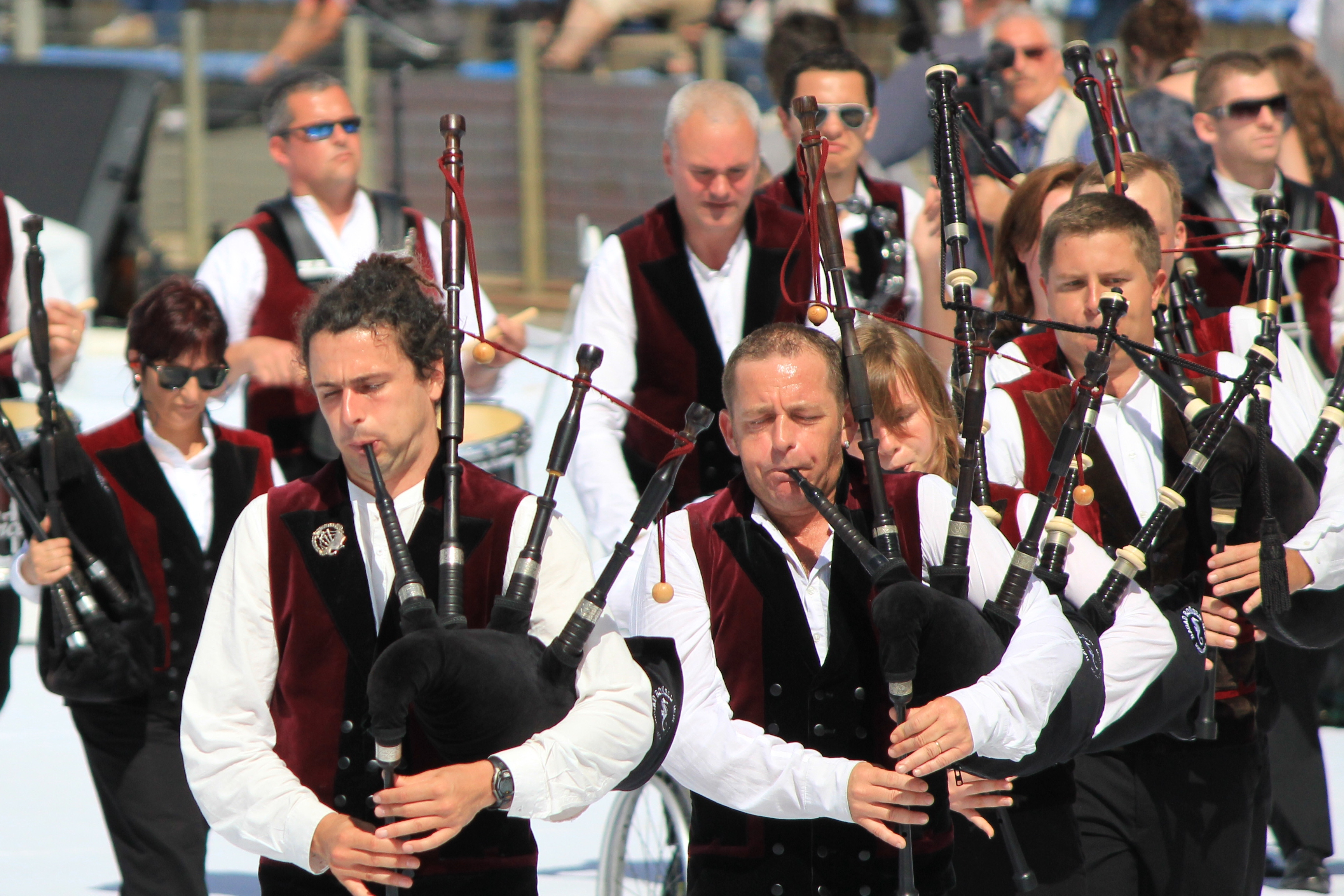
Le bagad lors du défilé du Festival interceltique de Lorient 2012.

En 2009 il fête ses 40 ans et présente son spectacle "Kejaj". 
Il se produit sur les grandes scènes comme Paris Bercy (mars 2010), l'Olympia (Paris), le Stade de France pour les St Patrick, le Stade de Rennes, le Stade de la Beaujoire à Nantes, le Théâtre antique de Vienne... Il a joué dans les grands festivals français comme les Vieilles Charrues 2004, le Festival de Cornouaille, le Festival interceltique de Lorient, Fête de la Musique à Bayonne, Breizh Touch sur les Champs-Élysées (2007, le Festival du chant de marin de Paimpol, les Highland Games de Bressuire, le Pont du Rock à Malestroit et étrangers : Festival Celtica (Italie), Celtic Festival à Chicago et Houston, Festival Bandas de Gaïtas à Gijón, Pola Siero, Villaviciosa d'Aviles et Vigo de Galicia (Espagne), Cap à l'Est Banska Stiavnica (Slovaquie), Festival Rudolstadt (Allemagne), Porrentruy (Suisse), Schots Week-End Alden Biesen (Belgique), World Pipe-Band Championships Glasgow 2006 (Écosse)...

## Fonctionnement

### L'association
Liste des présidents :
- 2001-2010 : Jean-Michel Mahévas[8]
- 2010-2014 : Brigitte Evanno[8]
- 2014-2020 : Lionel Hervé [9]
- depuis 2020 : Frédéric Pennamen[10]

Le bagad Roñsed-Mor est organisé sous la forme d'une association loi de 1901 créée en 1969 et qui compte en 2013 160 membres. Le groupe fait par ailleurs partie de la BAS 56, la section du Morbihan de la Bodadeg ar Sonerion.

### Le groupe principal
Liste des penn soner :
- Bertrand Quillay
- 1991-2005 : André Le Meut[11]
- 2006-2009 : Yvonnick Le Meut[11]
- 2009-2013 : Gwenaël Dage[11],[12]
- 2014-2018 : Samuel Guegan[12]
- depuis 2018 : Julian Kergozien

Le Bagad compte une quarantaine de musiciens répartis en trois pupitres, qui se produisent en concert, en fest-noz ou en défilé. En 2018, il est composé d’une soixantaine de membres.

### Les autres ensembles et la formation
Depuis 2000, il comporte également un Bagadig évoluant en 5e catégorie, après être descendu en 2010. Le bagadig remonte en quatrième catégorie en 2013, ce qui favorise la création du bagadigan Roñsed-Mor, un ensemble destiné aux débutants. Lors de cette même saison est créé un pipe band, le Sea-Horse Academy Pipe-Band, une « école d'exigence ».
Avec son école de musique, L'ensemble assure des activités de formation à plus de 70 élèves dont les cours sont dispensés par des professeurs diplômés de sonerion et part des professeurs bénévoles membres du bagad. 
L’organisation des stages (danses, terroir, ensemble...) et la participations à différents concours (bagadig, ensemble bombarde, soliste, couple...) sont une part importante du cursus de formation des jeunes sonneurs.

## Productions artistiques

### Répertoires et créations

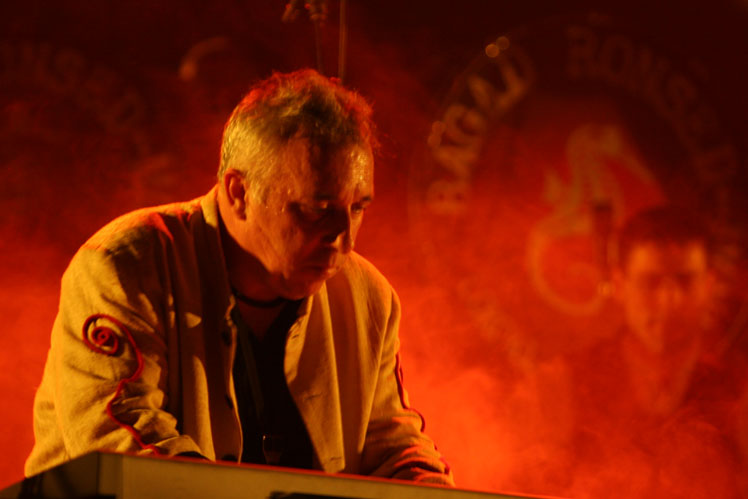
Pascal Lamour et le bagad en 2005

Le bagad mélange les styles et les expériences. Il a créé des spectacles avec Pascal Lamour : « War an Hent » (2004-2011), « Kejaj » (2009-2011) avec Louise Ebrel, Gilles Servat, Pat O'May, Dom Duff, Samuel Le Henanff et 16 danseurs. Des créations ont été montées avec la Marmite Infernale (collectif de Jazz Lyonnais), l’Eutépé (trompettes de Paris), la Batterie-Fanfare de Peillac...
La suite composée par les Roñsed-Mor et leur penn-soner en 2012 pour la finale à Lorient, É kreiz er pont (« Au milieu du pont »), s'inscrit bien dans l'esprit propre au bagad, en innovant quant aux sonorités et inspirations.
En 2012, sa création "Bahoteries" convie la section de cuivres L'Usine à Canards et le trio de chanteurs de Haute-Bretagne Roland Brou, Charles Quimbert et Mathieu Hamon.

### Discographie
- 1990 : Roñsed-Mor
- 1994 : Ag an douar d’ar mor (Arfolk/Coop Breizh)
- 1997 : Coeff 116 avec la marmite infernale (ARFI), Coop Breizh
- 2004 : Bloavez Mat (2CD Coop Breizh), participation des Trompettes de Paris et de Gilles Servat
- 2009 : Kejaj (Coop Breizh)

#### Participations

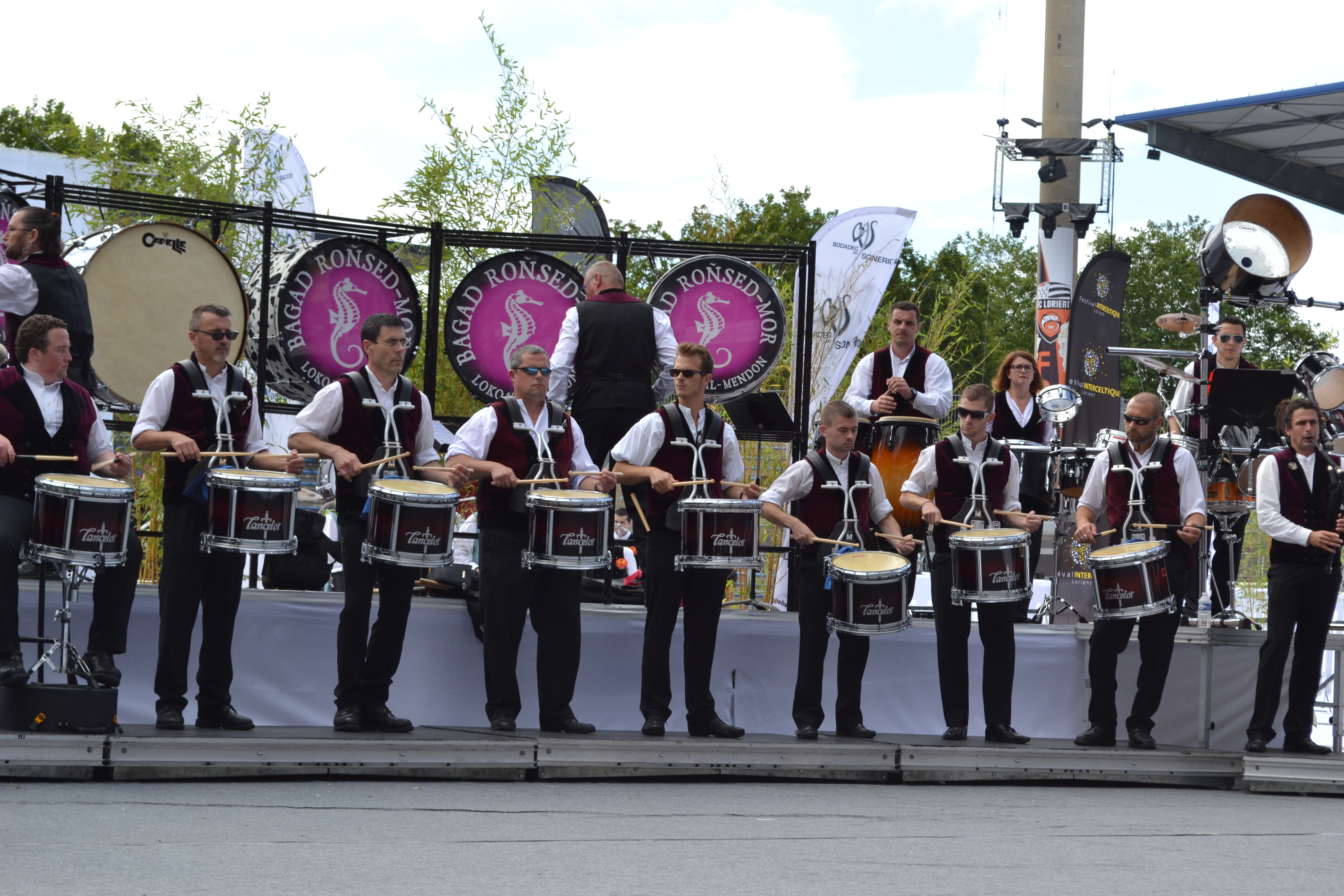
Le pupitre percussions lors du concours à Lorient en 2012.

- 1996 : Sur les quais de Dublin de Gilles Servat (Columbia, Sony Music)
- 1997 : Djiboudjep
- 1998 : Breizh-Amerika avec Pat O’May (Coop Breizh)
- 1998 : Touche pas à la blanche hermine de Gilles Servat (Saint-George, Sony Music)
- 2001 : Live Holl a-gevret ! avec Denez Prigent enregistré au Festival Interceltique
- 2003 : Un galicien en Bretagne avec Carlos Nuñez + Festival des Vieilles Charrues /
- 2003 : A toi et ceux avec Dan Ar Braz
- 2005 : Sous le ciel de cuivre et d'eau de Gilles Servat (Coop Breizh)
- 2006 : Yermat avec Pascal Lamour
- 2006 : Je vous emporte dans mon cœur (35 ans - 35 titres) de Gilles Servat (2 CD, Coop Breizh)

#### Compilations
- Saint-Patrick à Bercy (CD/DVD)
- Nuit Celtique au Stade de France (CD/DVD)
- BAGAD : Championnat de Bretagne (Coop Breizh)

## Résultats en championnat

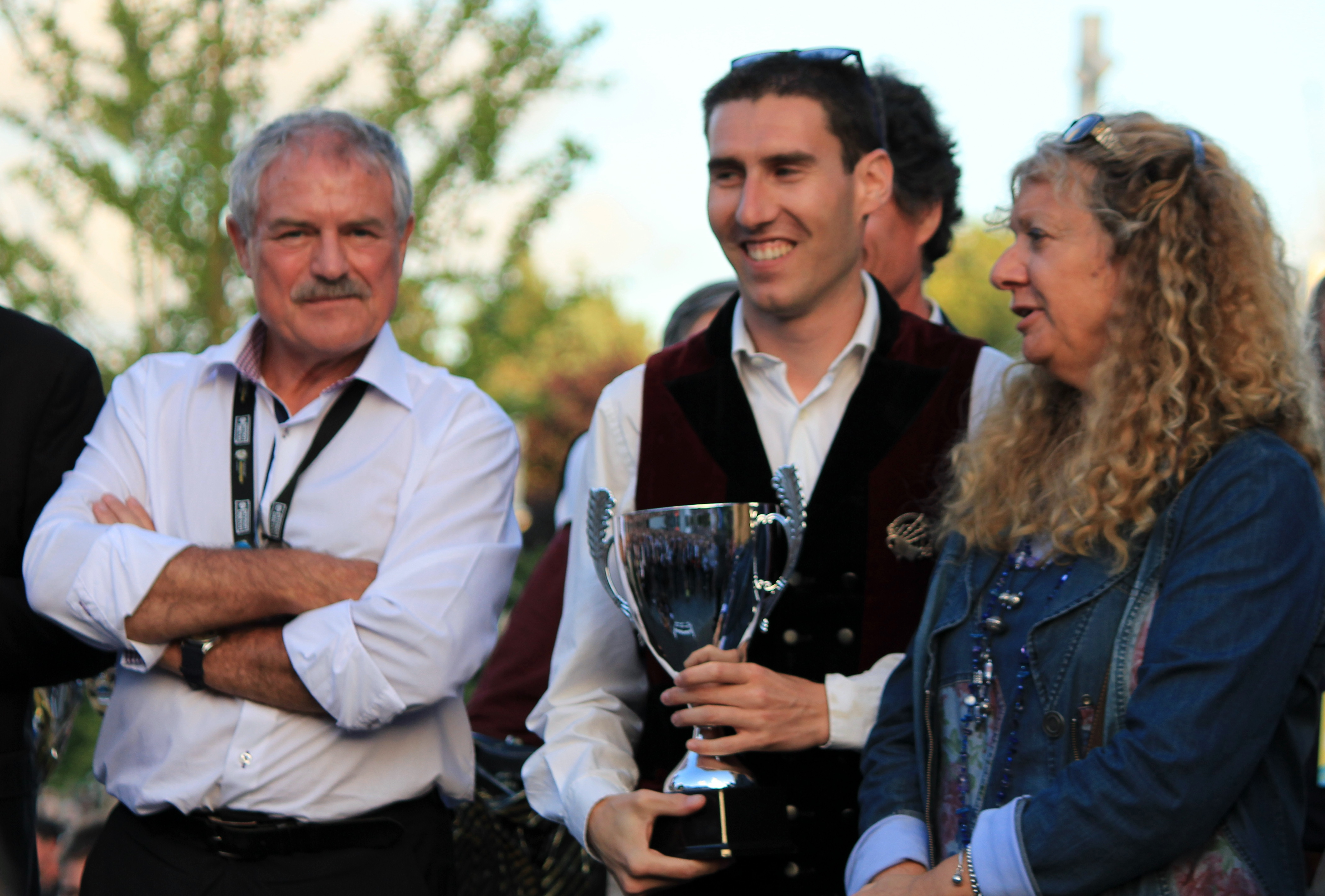
Le groupe finissant 4e du championnat national des bagadoù 2013.

### Championnat national des bagadoù
- 2010 : 5e (1re cat.)[15]
- 2011 : 4e (1re cat.)
- 2012 : 6e (1re cat.)
- 2013 : 4e (1re cat.)
- 2014 : 5e (1re cat.)
- 2015 : 3e (1re cat)
- 2016 : 3e (1re cat)
- 2017 : 4e (1re cat)[16]
- 2018 : 4e (1re cat)
- 2019 : 8e (1re cat)[17]
- 2020 : (première manche uniquement)[18] 2e (1er cat)[19]
- 2021 : annulé pour cause de pandémie de coronavirus[20]
- 2022 : (deuxième manche uniquement) 3e (1re cat)[21]
- 2023 : 3e (1re cat)[22]

### Palmarès du bagad
- Champion de Bretagne des bagadoù : 1990, 1993, 1999, 2003

Le groupe en concert à Lorient.

### Championnat du monde de pipe bands
Les championnats du monde des pipe bands sont organisés chaque année à Glasgow en août par la RSPBA.
- 2025 : Grade 3A, champion du monde en Grade 3A (29 participants), 1er en cornemuses, 7e en batterie et 1er en ensemble[23]

### Filmographie
- 1994 : Bagad, film documentaire réalisé par Christian Rouaud, 52 min.
- 2013  : Neuf mois au cœur d'un bagad, reportage réalisé par David Cormier pour Le Télégramme, 26 min.